# 朱彦滨
南渭安和王朱彦滨（1484年—1543年），号阳和道人，明朝南渭国镇国将军朱膺鉙嫡长子，南渭荣顺王朱音𡑠孙，明太祖朱元璋之来孙。

## 生平
出生于成化二十年（1484年），弘治元年（1488年）九月，明孝宗赐名彦滨。弘治五年（1492年）六月，祖父朱音𡑠逝世。因原南渭长子朱膺䥯获罪被废为庶人，朝廷指定由彦滨之父朱膺鉙管理府事，但并未继承王爵。弘治九年（1496年）五月，朝廷按制度赐朱彦滨等輔國將軍诰命冠服。
正德十二年（1517年），朱膺鉙去世。朝廷定由朱彦滨袭封南渭王，朱彦滨请求为父亲追封。正德十四年（1519年）六月，追封朱膺鉙為南渭怀简王。先前，朱膺䥯与乳婦尹妙貴通奸生下长子朱彥淤，按例朱彥淤不得请封，但朱彥淤得以受封为镇国将军。朱彥淤死后，嘉靖元年（1522年）七月，朱膺䥯的妻子胡氏指使朱彥淤的遗孀鄭氏私下入京，上奏说朱彥淤的儿子朱譽梡应该袭封南渭王，却被朱彦滨谋夺。礼部勘察上奏，明世宗诏命中使送鄭氏回国，并将其亲属鄭昇及南渭王府輔导官交由巡按御史逮捕问讯。嘉靖二年（1523年）九月，明世宗派遣英國公張崙等為正使、翰林院編修黃佐等為副使，持節奉冊宝冠服封朱彥濱為南渭王，夫人吳氏為南渭王妃。
嘉靖五年（1526年）正月，朝廷应朱彥濱所请，赐予他《大學衍義》及《四書大全》各一部；当时按例，郡王獨居一城，每逢朔望日，官吏都要朝见郡王，但朱彥濱袭封后，官吏多不来朝见，朱彥濱引用旧例请求。同月，世宗命湖廣永州府衛官吏朔望日按例朝见朱彥濱。嘉靖七年（1528年）二月，朝廷賜朱彥濱書院額“崇正”。明世宗听闻朱彦滨有贤名，也在御屏上写下他的名字。而朱彦滨也礼贤下士，时常与文人黄佐、朱衮、永州知府唐珤等人在零陵有所交游。
嘉靖十六年（1537年）八月，襄垣王府奉祀镇国将军朱仕坯以鲁府乐陵王朱健概和朱彦滨为例，请求续封为襄垣王。礼部认为朱健概、朱彦滨是一时特恩续封，难以引用为例，明世宗于是驳回朱仕坯请求。十七年（1538年）十二月，朱仕坯再引朱健概、朱彦滨为例提出同样请求，礼部却认为有例可循，接受了他的请求。
朱彦滨曾购买很多丰腴的民田。其嫡长子朱譽橎正当壮年，但儿子们都夭折了，向朱彦滨请求抚养弟弟朱誉格的儿子朱定炪，获准。
嘉靖二十二年（1543年），朱彦滨逝世，时年60岁。朝廷赐谥号安和。嘉靖二十五年（1546年）十二月，朱譽橎袭封南渭王。
朱彦滨墓葬在群玉山，1950年代后毁于开采。

## 作品
- 《聚胜》榜书石刻[1]

### 争议记载
南渭王孙菊坡子留有文集《菊坡集》，学者张京华、侯永慧一度以为朱彦滨即菊坡子，但经学者刘范弟指出二人卒年不同，张京华、侯永慧改变看法，认为菊坡子当是朱彦滨之孙。

## 评价
- 《弇山堂别集》卷074：好和不争，不刚不柔。

## 家庭

### 妻妾
- 王妃吴氏

### 子孙
- 嫡長子南渭庄顺王朱譽橎，无嗣。
- 嫡子镇国将军朱譽樅，嘉靖四十年（1561年）十月管王府事，[15]万历二年（1574年）六月因年过七十辞任。
  - 輔國将军朱定鱅[16]，一作「朱定𪹨」[來源請求]，或即“菊坡子”[來源請求]
  - 嫡子朱定爚，万历二年（1574年）六月代管王府事[17]
- 镇国将军朱誉格
  - 朱定熥，妻胡氏[18]
    - 长子
    - 次子，遗腹子

  - 朱定炪[1]